# Gradara
Gradara település Olaszországban, Marche régióban, Pesaro és Urbino megyében. Lakosainak száma 4889 fő (2023. január 1.). Gradara Gabicce Mare, San Giovanni in Marignano, Pesaro, Tavullia és Cattolica községekkel határos.

## Népesség
A település lakossága az elmúlt években az alábbi módon változott:
| Lakosok száma | 4883 | 4888 | 4889 |
|               | 2017 | 2018 | 2023 |